# Indywidualne mistrzostwa Belgii na żużlu
Indywidualne mistrzostwa Belgii w sporcie żużlowym – rozgrywany corocznie cykl turniejów wyłaniających mistrza Belgii.

## Historia
Pierwsze turnieje o indywidualne mistrzostwo kraju rozegrano w latach 1948-1949. Mistrzami Belgii zostawali wtedy René Herck i Lambert Dock. W późniejszych latach regularne rozgrywki odbywały się w latach 1976-1991, które były rozgrywane m.in. w Genk, Heusden-Zolder, Holandii oraz na torach trawiastych. W ostatnim okresie (2011-2014) turnieje były rozgrywane na jedynym w czynnym belgijskim obiekcie Helzoldstadion, w kolejnych latach zaniechano ich ze względu na brak zawodników krajowych oraz grożącego zawodnikom niebezpieczeństwa - tor nie był wyposażony w dmuchane bandy, ale drewniane, wsparte betonowymi przęsłami, na skutek zderzenia z nimi zmarł w 2014 roku Grzegorz Knapp.
Do najbardziej utytułowanych żużlowców w krajowym czempionacie należą Willy Hayen i Geert Cools, który wywalczyli tytuły czterokrotnie. Trzy złote medale zdobył Wilfried Hendrickx, natomiast dwukrotnie mistrzami byli Willy Kennis i Rik Wambacq.

## Podium mistrzostw Belgii
| 2 rundy                    |
| -------------------------- |
| Heusden-Zolder brak danych |

| 2 rundy     |
| ----------- |
| brak danych |

| 5 rund                                    |
| ----------------------------------------- |
| Veenoord Blijham Amsterdam Genk Amsterdam |

| 2 rundy     |
| ----------- |
| brak danych |

| 3 rundy             |
| ------------------- |
| Alken Genk Affligem |

| 2 rundy        |
| -------------- |
| Heusden-Zolder |

| 3 rundy        |
| -------------- |
| Heusden-Zolder |

| 3 rundy        |
| -------------- |
| Heusden-Zolder |